# Hawker 800
Hawker 800 — малый двухдвигательный корпоративный самолёт, разработанный компанией British Aerospace, на базе самолёта BAe 125. В настоящее время производится компанией Hawker Beechcraft.

## Лётно-технические характеристики
Приведённые ниже характеристики соответствуют модификации 800XP.
Источник данных: Jane's 

Технические характеристики
- Экипаж: 2 пилота
- Пассажировместимость: 8 пассажиров
- Грузоподъёмность: 989 кг
- Длина: 15,6 м
- Размах крыла: 15,66 м
- Высота: 5,36 м
- Площадь крыла: 34,75 м²
- Коэффициент удлинения крыла: 7,1
- База шасси: 6,41 м
- Колея шасси: 2,79 м
- Масса пустого: 7380 кг
- Масса снаряжённого: 8369 кг
- Максимальная взлётная масса: 12 701 кг
- Максимальная посадочная масса: 10 591 кг
- Объём топливных баков: 5700 л
- Силовая установка: 2 × ТРДД Honeywell TFE731-5BR-1H
- Тяга: 2 × 20,73 кН

Габариты салона 
- Длина: 6,5 м (без кабины пилотов)
- Ширина: 1,83 м
- Высота: 1,75 м
- Площадь салона: 5,11 м²
- Объём салона: 17,1 м³

Лётные характеристики
- Максимально допустимая скорость: 0,87 М
- Максимальная скорость: 845 км/ч
- Крейсерская скорость: 741 км/ч
- Скорость сваливания: 170 км/ч (при выпущенных закрылках и шасси)
- Практическая дальность:  
  - при максимальной массе груза: 4222 км
  - при максимальной массе топлива: 5472 км
- Практический потолок: 13 100 м
- Скороподъёмность: 15,75 м/с
- Нагрузка на крыло: 365,5 кг/м² (максимальная)
- Тяговооружённость: 0,33 (306 кг/кН) (максимальная)
- Длина разбега: 1533 м
- Длина пробега: 808 м